# Artéria pancreática dorsal
A artéria pancreática dorsal é um ramo da artéria esplênica. Ela se anastomosa com a artéria pancreaticoduodenal superior e continua como artéria pancreática inferior em sua borda inferior. Supre principalmente o pâncreas.